# Kyselina lithocholová
Kyselina lithocholová je karboxylová kyselina patřící mezi žlučové kyseliny, v těle slouží k emulgaci tuků a tím usnadnění jejich trávení. Vzniká působením střevních bakterií z kyseliny chenodeoxycholové, konkrétně redukcí hydroxylové skupiny na uhlíku v pozici 7 „B“ kruhu steroidového jádra.
Účastní se lidské i zvířecí karcinogeneze. Při in vitro výzkumu se ukázalo, že selektivně ničí buňky neuroblastomu, zatímco běžné neurony nikoliv, a je cytotoxická pro mnoho dalších druhů zhoubných buněk při fyziologicky významných koncentracích.
Na kyselinu lithocholovou se může navázat vláknina, čímž usnadňuje její vylučování.
Tato kyselina (stejně jako její acetát a propionát) může aktivovat receptor vitaminu D, aniž by došlo k tak výraznému zvýšení hladiny vápníku v krvi jako v případě aktivace samotným vitaminem D.
Při studiích prováděných na kvasinkách se ukázalo, že kyselina lithocholová rovněž zpomaluje buněčné stárnutí. Později se ukázalo, že se žlučové kyseliny hromadí ve vnějších a vnitřních mitochondriálních membránách a mění složení je tvořících lipidových dvouvrstev aktivací či inhibicí různých enzymů.